# Oluf Lundt Bang (jurist)
Oluf Lundt de Bang, född den 11 september 1731 i Egebjerg Sogn, död den 27 september 1789 i Köpenhamn, var en dansk ämbetsman. Han var bror till läkaren Frederik Ludvig Bang och farbror till sin namne läkaren Oluf Lundt Bang.
Bang var en verksam medlem av den stora landbokommissionen (1786), som bland annat åstadkom stavnsbaandets upphävande. Han adlades 1777 och blev generalprokurör 1784.